# Кастелсеприо (село)
Кастелсеприо (на италиански: Castelseprio) е село и община с 1296 жители (към 31 декември 2012 г.) в провинция Варезе, регион Ломбардия, в северната част на Италия.
Намира се на около 35 км северозападно от Милано и на около 10,5 км южно от град Варезе.
Близо до селището в едноименен археологически парк се намират останките от древния и средновековен град Кастелсеприо.